# Stack-Up
 (juillet 2019).
Si vous disposez d'ouvrages ou d'articles de référence ou si vous connaissez des sites web de qualité traitant du thème abordé ici, merci de compléter l'article en donnant les références utiles à sa vérifiabilité et en les liant à la section « Notes et références ».
Stack-Up, connu au Japon sous le nom de Robot Block, est un jeu vidéo sorti en 1985 sur Famicom et sur Nintendo Entertainment System, conçu pour être utilisé avec le R.O.B.. Stack-Up est l'un des deux jeux à utiliser cet accessoire, l'autre étant Gyromite. Dans ce jeu, le joueur doit, à l'aide de R.O.B., manipuler cinq disques et les mettre dans un certain ordre.
Étant donné que toutes les consoles NES sont compatibles avec la Famicom sortie en 1983, toutes les cartouches du jeu Stack-Up comportent le circuit imprimé à 60 pins connecté à un adaptateur semblable au T89 Cartridge Converter.